# Rosanne Mathot
 (mars 2020).
Rosanne Mathot, née le 8 mars 1976, à Mol (Anvers), en Belgique, est une journaliste, chroniqueuse et autrice belge, de langue française. De 2015 à 2020, Rosanne Mathot a écrit pour Le Vif / L'Express. Son domaine d'activité y est principalement scientifique. Elle y a tenu, de 2016 à 2020, une chronique hebdomadaire, le "Café Geyser". Elle a également été chroniqueuse pour la RTBF.    

## Formation et carrière
Après des études de philosophie et Lettres à l'Université libre de Bruxelles, Rosanne Mathot publie son premier article de presse dans le supplément littéraire du quotidien français Le Monde, le 11 décembre 1997, "Le papyrus et le monocodyle". En 1998, elle écrit encore pour Le Monde  et devient pigiste pour la chaine de télévision française France 3 ainsi que pour le quotidien français Le Progrès, où elle occupera brièvement le poste de cheffe d'agence, avant de collaborer avec la chaîne de télévision multilingue Euronews. Elle y restera jusqu'en 2012, occupant les postes de journaliste, productrice, interprète et cheffe d'édition du journal télévisé.            
En 2004, avec sa collègue Anne Devineau, elle se met en scène dans un faux journal télévisé, tourné dans les locaux d'EuroNews, dans lequel elle incarne le personnage fictif de la scientifique "Suzanneke Bèlemansce", clin d’œil évident à la pièce comique de théâtre belge Le Mariage de mademoiselle Beulemans. Via ce sketch télévisé , elle marque le départ d'EuroNews du rédacteur en chef adjoint, Vladimir Ivanov, renommé ici "Mimi Vanov".                 
Rosanne Mathot produit et présente, par ailleurs, de 2003 à 2006, le journal télévisé de TMC  succédant à Nikos Aliagas.                                
Elle retourne ensuite vers la presse écrite, collaborant, en freelance, avec de nombreux titres, notamment le magazine mensuel français Causette, pour lequel elle réalise le portrait du champion du monde d'orthographe, Bruno Dewaele. Ce dernier reprend l'article sur son site web. En parallèle de son activité de journaliste, Rosanne Mathot réalise, depuis 2017, des traductions, vers le français, d'articles issus de la presse belge néerlandophone, pour le site d'informations "DaarDaar", co-fondé par la journaliste et chroniqueuse belge Joyce Azar.        
Depuis 2015, Rosanne Mathot écrit, chaque semaine, dans Le Vif/L'Express. Son domaine d'activité privilégié y est principalement scientifique . Elle y a tenu, de 2016 à 2020, une chronique hebdomadaire, le "Café Geyser". Depuis janvier 2020, elle est chroniqueuse régulière à la RTBF. 

### Chronique "Café Geyser" dansLe Vif/L'Express
Le "Café Geyser" se construit sur la base de l'association d'idées. Cette chronique est présentée comme un feuilleton. Son premier épisode, Le jour de la nuque blanche, paraît le 21 avril 2016 et porte sur les attentats du 22 mars 2016 à Bruxelles. Rosanne Mathot installe sa chronique dans un café bruxellois folklorique, lieu d'observation du monde, de l'histoire et de l'actualité, qui restera, tout au long de l'existence de la chronique, le théâtre unique dans lequel se dérouleront toutes les actions possibles et impossibles, parfois invraisemblables, mêlant le passé, le futur et le présent, à l'aide de protagonistes fictifs récurrents et d'invités réels ou non, tantôt vivants, tantôt morts. Entre autres : José Happart, Magnum, Dirk Frimout, Laurette Onkelinx, Paul Van Hoeydonck, Franky Zapata, Franz Reichelt, Dolly, Delphine Boël, ou encore Hercule Poirot. Cette absolu affranchissement de la contrainte du temps physique engendre des rencontres et des situations farfelues, cocasses et ubuesques. Ainsi, en mars 2018, dans "Pas de vagues, mon vieux, pas de vagues", alors qu'Elio Di Rupo a entamé sa campagne électorale en effectuant une tournée, en uniforme de facteur, l'homme politique socialiste belge, ici surnommé "Elio Le Rouge", se retrouve-t-il face à feu le pirate britannique Samuel Bellamy, dit "Black Sam".      
L'article publié le 21/04/2016 sur le site web du Vif/L'Express présente cette chronique ainsi : 
"Café Geyser : un tiers de fiction, un tiers de dérision, un tiers d'observation. Et un tiers de réalité. Par Rosanne Mathot, journaliste et inventeuse de tout. Plume folle".
La chronique "Café Geyser" est remarquée par le linguiste belge Michel Francard. Le 7/09/2016, il note, sur Twitter :
"Le choc dans ce #cafeGeyser, c'est celui des mots...  Lecteur sensible ne pas s'abstenir..."
La chronique "Café Geyser" disparait des pages du Le Vif/L'Express, en janvier 2020, peu après l'arrivée, à la tête de la rédaction du magazine, d'Anne-Sophie Bailly, 
Exemples de "Café Geyser" :
- Le soleil a rendez-vous avec la thune[15]. Extrait : C'est hier, en début de soirée, que le soleil s'est fait écraser par l'autobus de sept heures. Bêtement. Juste ici, devant la terrasse. "C'était un machin tout pâlichon, je ne l'ai pas reconnu", a commenté, à la presse, dans un sanglot penaud, Marcel M., le conducteur du car mortifère, qui, quelques instants auparavant encore, fonçait, déterminé, sur l'asphalte nerveux, comme s'il voulait aller flanquer une raclée aux étoiles.
- R qui roule n'amasse pas mousse ( Où il est question d'une salade belge, sauce américaine, avec persil et Schibboleth[16] ). Extrait :   Par quelle sortilège était-on passé du Groenland convoité par Trump à une resucée de l'opération persil, en Belgique ? (1) Etait-ce la couleur verte qui avait enclenché l'épouvantable mécanisme ayant conduit Bruxelles et la Wallonie à fusionner en une enclave yankee osant à peine ouvrir la bouche ?
- Sabbat bien[17] ? ( Où il est question de la nuit de Walpurgis, de Beethoven et de sorcellerie). Extrait :   La terreur avait poussé quelques femmes à se hisser tout en haut de l'Atomium. Là, elles firent un grand feu avec leurs robes trop courtes ou trop longues, leurs idées trop sérieuses ou trop sottes, leurs cheveux trop nus ou trop cachés, espérant l'hélicoptère des secours. A terre, même les flammes se signaient, avant chaque livraison de chair féminine. C'était pourtant le même feu qui, en 1968, avait brûlé des soutiens-gorge...
- On n'a jamais commandé ça ! ( Où deux informateurs royaux tiennent péniblement concile, incognito, dans un Geyser qui attend de voir à quelle sauce sera mijoté le prochain gouvernement fédéral[18] )

## Engagement féministe
Depuis janvier 2020, Rosanne Mathot est chroniqueuse pour le site web de la RTBF, la Radio Télévision Belge Francophone. Elle y écrit dans le cadre des "Grenades", un projet féministe, créé en 2019, par la journaliste et réalisatrice Safia Kessas. 
Le 08/03/2016, dans le quotidien français L'Indépendant, elle publie un entretien avec Françoise Mariotti, Docteure en Psychologie et incontournable figure du féminisme montpelliérain, dans lequel elle dénonce le fait que l'on "offre des crèmes et des fleurs, aux femmes, le 8 mars". 
Le 8/03/2018, dans Le Vif / L'Express, elle publie un entretien avec la linguiste, écrivaine, historienne, féministe et intellectuelle française, Florence Montreynaud : "Florence Montreynaud: "Même la grammaire a un sexe. Et il est masculin depuis trois siècles...". En 2019, en plein mouvement #MeToo, elle réalise, toujours dans Le Vif/L'Express, l'entretien de l'avocate pénaliste française Isabelle Steyer, engagée dans la défense des femmes et des enfants : "Isabelle Steyer : "Comme le meurtre, le viol est un crime".
L'engagement féministe de Rosanne Mathot s'illustre aussi par la co-signature, le 5/3/2018, dans le quotidien belge "Le Soir", d'une tribune : "Violences faites aux femmes : pour ou contre ?". Le 23/11/2018, Rosanne Mathot co-signe, sur le site de "France-Info" une "tribune pour dire "stop" aux violences sexistes et sexuelles" avec le collectif #NousToutes. 

## Incident: le "raid" de 2019 (cyberharcèlement)
En juillet 2019, Rosanne Mathot est victime de cyberharcèlement à la suite d'un article qu'elle publie, le 2 juillet 2019,  sur le site web du Vif /L'Express ,  intitulé  : En France, Stéphane Pauwels fera le DJ, le 21 juillet: une fête nationale entre terrorisme, inculpation, musique kitsch et moules-frites“. Elle y explique que l'animateur et ex-consultant sportif belge Stéphane Pauwels a été choisi par le chef belge Pascal Ledroit, pour animer la fête nationale belge, à Trèbes, en France. Elle y rappelle les attentats meurtriers ayant frappé cette ville du Sud de la France, en mars 2018, et le fait que l’ex-animateur belge est, au moment de la parution de son article, inculpé dans une affaire de vol avec violences. 

### Le tweet de Stéphane Pauwels
À la suite de l'annulation de l'événement festif de Trèbes, par le chef Ledroit, Stéphane Pauwels publie le tweet suivant, le 14 juillet 2019 :   
“Bonjour amis de Trebes, bonne fête Nationale ! Sans le boucan de l’opportuniste @rosannemathot je venais dans votre magnifique ville par amitié et gratuitement animer la fête Belge ! Désolé mais cette annulation est le fruit d’un article volontairement réducteur !“ 

### Réactions
Rosanne Mathot sera victime d'un raid numérique : un cyberharcèlement constitué d'un déferlement de centaines de tweets sexistes et insultants. En parallèle, les soutiens à Rosanne Mathot affluent, eux aussi, par centaines, de France et de Belgique, de la part de consœurs et de confrères, mais aussi de très nombreux internautes qui dénoncent ce cyberharcèlement sexiste qui fait écho à celui dont ont été victimes d'autres journalistes belges et françaises : Myriam Leroy, Florence Hainaut, Rokhaya Diallo, Camille Wernaers. Le 15 juillet 2019, Rosanne Mathot reçoit le soutien de l'AJP (Association des Journalistes Professionnels de Belgique) qui publie le tweet  suivant :   
"L’AJP, Union professionnelle des journalistes, soutient totalement @rosannemathot. Les propos sexistes et le harcèlement en ligne sont pénalement punissables. L’AJP soutiendra toute action judiciaire aux côtés de ses membres @unia @LeVif @StephanePauwels"
Le 16 juillet 2019, sur le site web du Vif/L'Express, le rédacteur en chef, Thierry Fiorilli, publie une tribune, pour présenter des excuses aux personnes qu'il estime lésées dans cette affaire : "Stéphane Pauwels, Le Vif et le 21 juillet à Trèbes : comment la fête nationale a viré à l'outrage collectif".Il y écrit, notamment :
"Ce devait être une joyeuse initiative locale. C'est devenu une invraisemblable polémique franco-belge. Début du mois, nous annoncions que Stéphane Pauwels, consultant sportif et animateur radio et télé, animerait à Trèbes, dans l'Aude, l'une des festivités du " Week-end belge " organisé là-bas les 20 et 21 juillet prochains. La publication de cette information a mené à l'annulation de l'événement, que soutenait notamment la Ville de Bruxelles. A un déchaînement d'insultes et de menaces, à vomir, contre l'auteure de l'article, Rosanne Mathot. Voici pourquoi on en est-on arrivé là. Et comment il est impératif d'en sortir.
Ce cyberharcèlement sexiste ne laisse pas indifférente la presse belge qui commente largement l'affaire. Ainsi, le magazine hebdomadaire Moustique publie-t-il, le 17/07/2019, un entretien avec Rosanne Mathot : "Rosanne Mathot : "Les followers de Stéphane Pauwels ont cru que je l’assimilais à un terroriste". Le magazine cite de nombreux tweets adressés à la journaliste : “Pétasse, mal baisée, pauvre conne...“ Le Soir Mag embraie. Le magazine belge "Flair" suit, en insistant sur les attaques contre Rosanne Mathot : "Jetée en pâture par Stéphane Pauwels, une journaliste du Vif reçoit menaces et insultes sexistes". Puis le quotidien belge "La Libre", publie un article dans le même sens : "Rosanne Mathot, journaliste cyber-harcelée : "L'homme qui ne comprend pas que la parole des femmes vaut celle des hommes est démodé".  
En France, le site d'informations occitan Dis-leur ! réagit, en publiant un article titré "Une tempête à Bruxelles fait des vagues dans l'Aude". 
Le quotidien Midi Libre revient lui aussi sur cette affaire le 16/07/2019 avec son article "La venue de l'animateur Stephane Pauwels dans l'Aude crée une énorme polémique en Belgique"